# Bodies (álbum de Thornhill)
Bodies (a veces estilizado como BODIES) es el tercer álbum de estudio de la banda australiana de metal alternativo Thornhill. Fue lanzado el 4 de abril de 2025 a través de UNFD Records.
La banda ha lanzado cuatro sencillos antes de su lanzamiento de su álbum: «Obsession», «Nerv», «Silver Swarm» y «Tongues».

## Lista de canciones
| N.º | Título                              | Duración |  |
| 1.  | «Diesel»                            | 2:11     |  |
| 2.  | «Revolver»                          | 4:15     |  |
| 3.  | «Silver Swarm»                      | 4:33     |  |
| 4.  | «Only Ever You»                     | 4:15     |  |
| 5.  | «Fall into the Wind» (instrumental) | 1:32     |  |
| 6.  | «Tongues»                           | 2:51     |  |
| 7.  | «Nerv»                              | 3:13     |  |
| 8.  | «Obsession»                         | 3:18     |  |
| 9.  | «Crush»                             | 3:11     |  |
| 10. | «Under the Knife»                   | 3:58     |  |
| 11. | «For Now»                           | 4:05     |  |

## Personal
Thornhill
- Jacob Charlton – voz principal, guitarras
- Ethan McCann – guitarra principal
- Nick Sjogren – bajo
- Ben Maida – batería